# Copa de Competencia 1905 (Uruguay)
La Copa de Competencia 1905 fue la segunda edición de esta competencia organizada por la Liga Uruguaya de Football.
El ganador fue Central Uruguay Railway, quien venció en la final a Montevideo Wanderers por 3 a 2, accediendo a las semifinales de la Cup Tie Competition.

## Sistema de disputa
Se jugó por eliminación directa a un solo partido.

## Equipos participantes
| Equipo               | Ciudad     |
| -------------------- | ---------- |
| Albion               | Montevideo |
| CURCC                | Montevideo |
| Montevideo Wanderers | Montevideo |
| Nacional             | Montevideo |
| Teutonia             |            |

## Fase final

### Cuadro de desarrollo
|  | Cuartos de final | Cuartos de final |              |              | Semifinales | Semifinales |   |  | Final | Final |  |
|  |                  |                  |              |              |             |             |   |  |       |       |  |
|  |                  |                  |              |              |             |             |   |  |       |       |  |
|  |                  |                  |              |              |             |             |   |  |       |       |  |
|  |                  |                  |              |              |             |             |   |  |       |       |  |
|  |                  |                  |              |              |             |             |   |  |       |       |  |
|  |                  | CURCC            | 2            |              |             |             |   |  |       |       |  |
|  |                  |                  | 2            |              |             |             |   |  |       |       |  |
|  |                  |                  | Teutonia     | 0            |             |             |   |  |       |       |  |
|  |                  |                  | Teutonia     | 0            |             |             |   |  |       |       |  |
|  |                  |                  |              |              |             |             |   |  |       |       |  |
|  |                  |                  |              |              |             |             |   |  |       |       |  |
|  |                  |                  |              |              |             | CURCC       | 3 |  |       |       |  |
|  |                  |                  |              |              |             |             | 3 |  |       |       |  |
|  |                  |                  | M. Wanderers | 2            |             |             |   |  |       |       |  |
|  | M. Wanderers     | 9                | M. Wanderers | 2            |             |             |   |  |       |       |  |
|  | M. Wanderers     | 9                |              |              |             |             |   |  |       |       |  |
|  | Albion           | 1                |              |              |             |             |   |  |       |       |  |
|  | Albion           | 1                |              | M. Wanderers | 3           |             |   |  |       |       |  |
|  |                  |                  |              | M. Wanderers | 3           |             |   |  |       |       |  |
|  |                  |                  | Nacional     | 2            |             |             |   |  |       |       |  |
|  |                  |                  | Nacional     | 2            |             |             |   |  |       |       |  |
|  |                  |                  |              |              |             |             |   |  |       |       |  |
|  |                  |                  |              |              |             |             |   |  |       |       |  |
|  |                  |                  |              |              |             |             |   |  |       |       |  |
|  |                  |                  |              |              |             |             |   |  |       |       |  |

### Cuartos de final
| 4 de junio de 1905 | Montevideo Wanderers | 9:1 | Albion |  |  |

### Semifinal
| 4 de junio de 1905 | CURCC                      | 2:0 | Teutonia | Field del Albion, Montevideo |  |
|                    | Eugenio Mañana · Juan Pena |     |          |                              |  |

| 16 de julio de 1905 | Montevideo Wanderers | 3:2     | Nacional                              | Field del Albion, Montevideo |  |
|                     | Daglio · Peralta     | Reporte | Eduardo De Castro · Alejandro Cordero |                              |  |

### Final
| 30 de julio de 1905 | CURCC                     | 3:2 | Montevideo Wanderers | Gran Parque Central, Montevideo |  |
|                     | Juan Pena · Pedro Zibechi |     | Desconocido          |                                 |  |

|                                            |
|                                            |
| Campeón Central Uruguay Railway 2.º título |